# Nicklas Helenius
Nicklas Helenius Jensen (* 8. května 1991 Svenstrup, Dánsko) je dánský fotbalista a reprezentant, který od léta 2013 hraje na postu útočníka v anglickém klubu Aston Villa FC, avšak od roku 2014 hostuje v Aalborg BK.

## Klubová kariéra
Helenius zahájil profesionální fotbalovou kariéru v dánském klubu Aalborg BK. Debutoval v A-mužstvu 16. května 2010 proti HB Køge (remíza 0:0). Dostal se na hřiště v 78. minutě.
V červnu 2013 podepsal smlouvu s anglickým klubem Aston Villa FC.
V létě 2014 odešel hostovat zpět do Aalborg BK.

## Reprezentační kariéra
Helenius hrál za mládežnické reprezentační výběry Dánska U20 a U21.

### A-mužstvo
V A-týmu Dánska zažil debut v domácím přátelském utkání se Slovenskem v Odense 15. srpna 2012, kde Dánsko prohrálo 1:3. Helenius odehrál druhý poločas.